# Jacques Richard-Molard
Jacques Richard-Molard, un géographe africaniste, né à Tunis le 20 avril 1913, est mort accidentellement à l'âge de 38 ans, le 29 juillet 1951 en mission sur le Mont Nimba en Guinée. Il travailla en AOF (Afrique-Occidentale française) dans le cadre de l'IFAN (Institut fondamental d'Afrique noire) où lui avaient été confiées d'importantes responsabilités administratives.

## Biographie
Jacques Richard-Molard quitte Tunis pour Grenoble d'où est originaire sa famille, à l'âge de neuf ans. Il fait ses études secondaires au Lycée Champollion. En 1937, il obtient l'agrégation de géographe. En 1941, il bénéficie d'une bourse en AOF où il chargé de l'étude du massif du Fouta-Djalon. Avant son retour en France, Théodore Monod, le fondateur et directeur de l'Institut français de l'Afrique noire, l'a remarqué : en 1945 il lui est proposé un poste de responsable de la Section de géographie de l'IFAN à Dakar.
Peu de temps après, il est nommé directeur-adjoint de cette institution. Parallèlement, il enseigne la géographie à l'École coloniale, puis à l'École supérieure d'application d'agriculture tropicale.
Sa mort en 1951 en explorateur des montagnes d'Afrique a beaucoup fait pour sa célébrité. Il a été enterré sur place au Mont Nimba. Sa tombe marque l'entrée de la station de Ziéla. Pour lui rendre hommage, à la frontière entre la Côte-d'Ivoire et de la Guinée, le plus haut sommet du massif, le Mont Nouon a été rebaptisé Mont Richard-Molard.

## Thèmes de recherches
- L'Afrique-Occidentale française, géographie physique et humaine
- La Guinée, géographie physique et humaine

## Principales publications
- Afrique-Occidentale française. Préface de Théodore Monod. Paris, Berger- Levrault, 1949 (collection l'Union Française), 240 p.
- Les traits d'ensemble du Fouta-Djalon, Revue de géographie alpine, 1943, pp. 199–214.
- La banane de Guinée française, Revue de Géographie Alpine, 1943, pp. 345–391.
- Essai sur la vie paysanne au Fouta-Djalon. Le cadre physique, l'économie rurale, l'habitat, Revue de géographie alpine, 1944, pp. 135–239.
- La boutonnière du Richat en Adrar mauritanien, C.R. de l’Acad. des sciences, 28 juin 1949.
- Le cratère d'explosion de Tenoumer et l'existence probable d'une grande fracture rectiligne au Sahara occidental, C.R. de l’Acad. des sciences, 28 juin 1949.
- Le Guelb Tenoumer, Revue de Géogr. de Lyon, vol. 24, n°4, 1949.
- À propos de la faune de l'Afrique, Bulletin de l'IFAN, juillet 1951.
- Problèmes humains en Afrique occidentale, Présence africaine, 1954 (1958).

### Carnet de route
- Dans la brousse des Karamokos. Le Carnet de route de Jacques Richard-Molard, géographe en mission en Guinée (1941-1942), L’Harmattan, 2007, 126 p.